# Comuna Komarivka, Teplîk
Komarivka (în ucraineană Комарівка) este o comună în raionul Teplîk, regiunea Vinnița, Ucraina, formată din satele Ivaniv, Komarivka (reședința) și Șevcenkivka.

## Demografie
Componența lingvistică a satului Komarivka
     Ucraineană (99,27%)
     Alte limbi (0,52%)
Conform recensământului din 2001, majoritatea populației satului Komarivka era vorbitoare de ucraineană (99,27%), existând în minoritate și vorbitori de alte limbi.